# Eublemma dhofarica
Eublemma dhofarica is een vlinder van de familie van de spinneruilen (Erebidae). De wetenschappelijke naam van deze soort is voor het eerst voorgesteld door Hermann Hacker en Dirk Stadie in een publicatie uit 2016.
De soort komt voor in Oman en Jemen (vasteland en Socotra).